# ماري ياماغوتشي
ماري ياماغوتشي (باليابانية: 山口真理恵؛ بالكانا: やまぐち まりえ) هي لاعبة سباعيات رغبي ‏ يابانية، ولدت في 22 أكتوبر 1989 في يوكوهاما في اليابان.

## وصلات خارجية
- ماري ياماغوتشي على موقع أوليمبيديا (الإنجليزية)